# Batriasymmodes wagneri
Batriasymmodes wagneri är en skalbaggsart som beskrevs av Park 1965. Batriasymmodes wagneri ingår i släktet Batriasymmodes och familjen kortvingar. Inga underarter finns listade i Catalogue of Life.